# Altvorpommern
Altvorpommern, auch Alt-Vorpommern wurde der Teil Vorpommerns genannt, der mit dem Frieden von Stockholm 1720 von Schweden zu Preußen kam. 

## Geschichte
Die Bezeichnung Altvorpommern wurde für dieses Gebiet erst verwendet, nachdem auch der 1720 bei Schweden verbliebene Teil Schwedisch-Pommerns 1815 zu Preußen kam und dann Neuvorpommern genannt wurde. 
Während Neuvorpommern nach 1815 eine gewisse Zeit eine rechtliche Sonderstellung im preußischen Staat genoss, war dies für Altvorpommern ebenso wie für Hinterpommern nicht der Fall. Jedoch wurde der 1823 gebildete Pommersche Provinziallandtag getrennt nach Neuvorpommern, Altvorpommern und Hinterpommern gewählt. Während Neuvorpommern 1823 einen eigenen Kommunallandtag von Neuvorpommern und Rügen erhielt, wurde für Altvorpommern gemeinsam mit Hinterpommern ein Kommunallandtag von Altvor- und Hinterpommern gebildet. Beide Kommunallandtage bestanden bis 1881. 
Mit dem allmählichen Verlust der Sonderstellung Neuvorpommerns wurden die Namen Neuvorpommern und Altvorpommern ungebräuchlich.

## Landesdirektoren in Vorpommern (Altvorpommern)
- 17??–17520 Philipp Erdmann von Parsenow (1686–1752)
- 1754–17630 Carl Friedrich von Sydow (1698–1763)
- 1763–17870 Peter von Glasenapp (1713–1787)
- 1787–18000 Carl von Massow (1735–1807)
- 1801–18090 Heinrich Peter von Podewils (1749–1809)